# Akita Nairiku Jukan Tetsudo Railway
Akita Nairiku Jukan Tetsudo Railway Co., Ltd. (秋田内陸縦貫鉄道株式会社, Akita nairiku jūkan tetsudō kabushiki-gaisha) est une compagnie de transport de passagers qui exploite une ligne ferroviaire dans la préfecture d'Akita au Japon. Son siège social se trouve dans la ville de Kitaakita.

## Histoire
La compagnie a été fondée le 31 octobre 1984. Le 1er novembre 1986, elle commence à exploiter la ligne Akita Nairiku, auparavant ligne Aniai de la Japanese National Railways.

## Ligne
La compagnie possède une seule ligne.
| Ligne               | Nom japonais | Terminus              | Longueur (km) | Gares |
| ------------------- | ------------ | --------------------- | ------------- | ----- |
| Ligne Akita Nairiku | 秋田内陸線   | Takanosu - Kakunodate | 94,2          | 17    |

## Matériel roulant

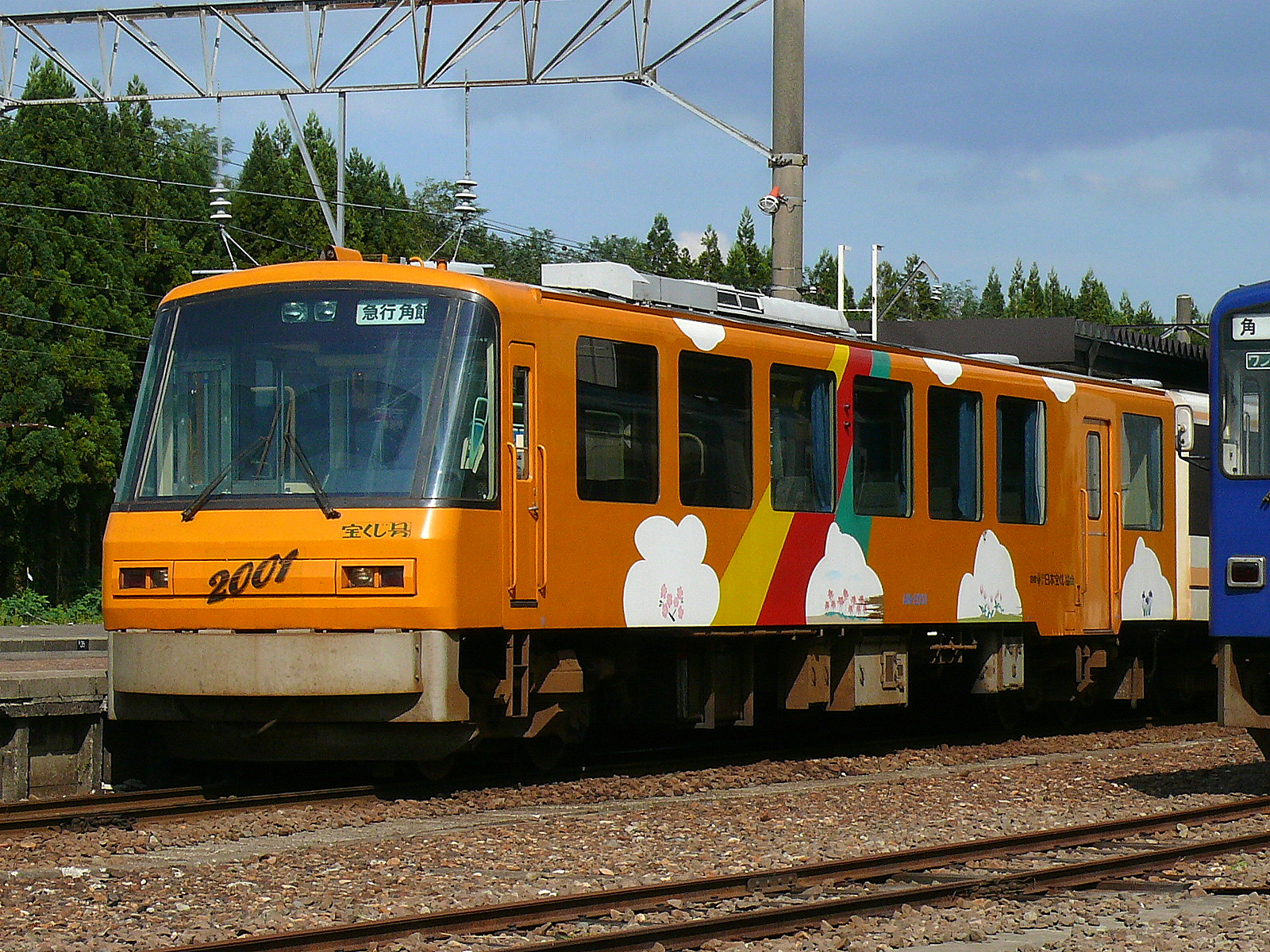
Série AN 2000
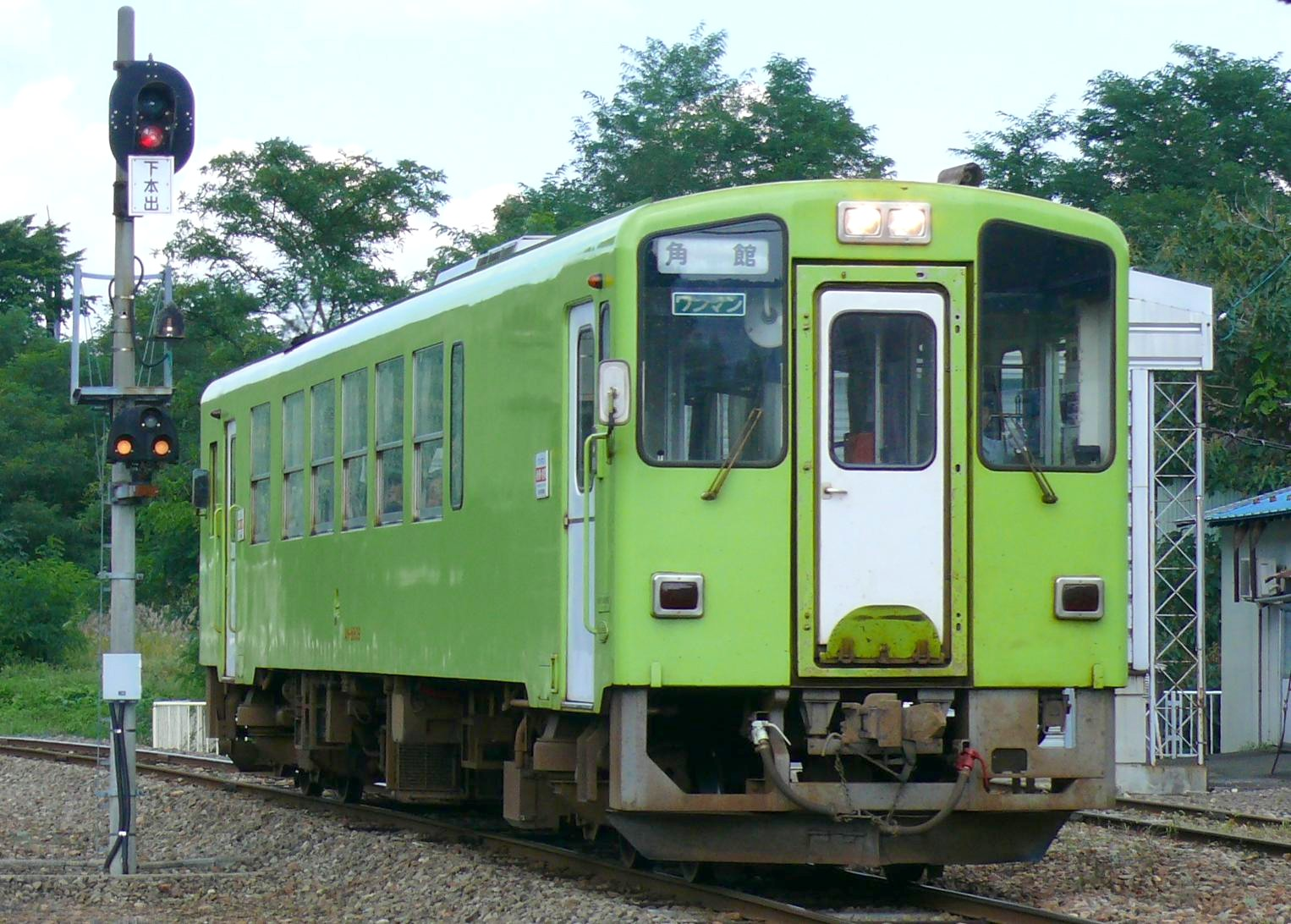
Série AN 8800
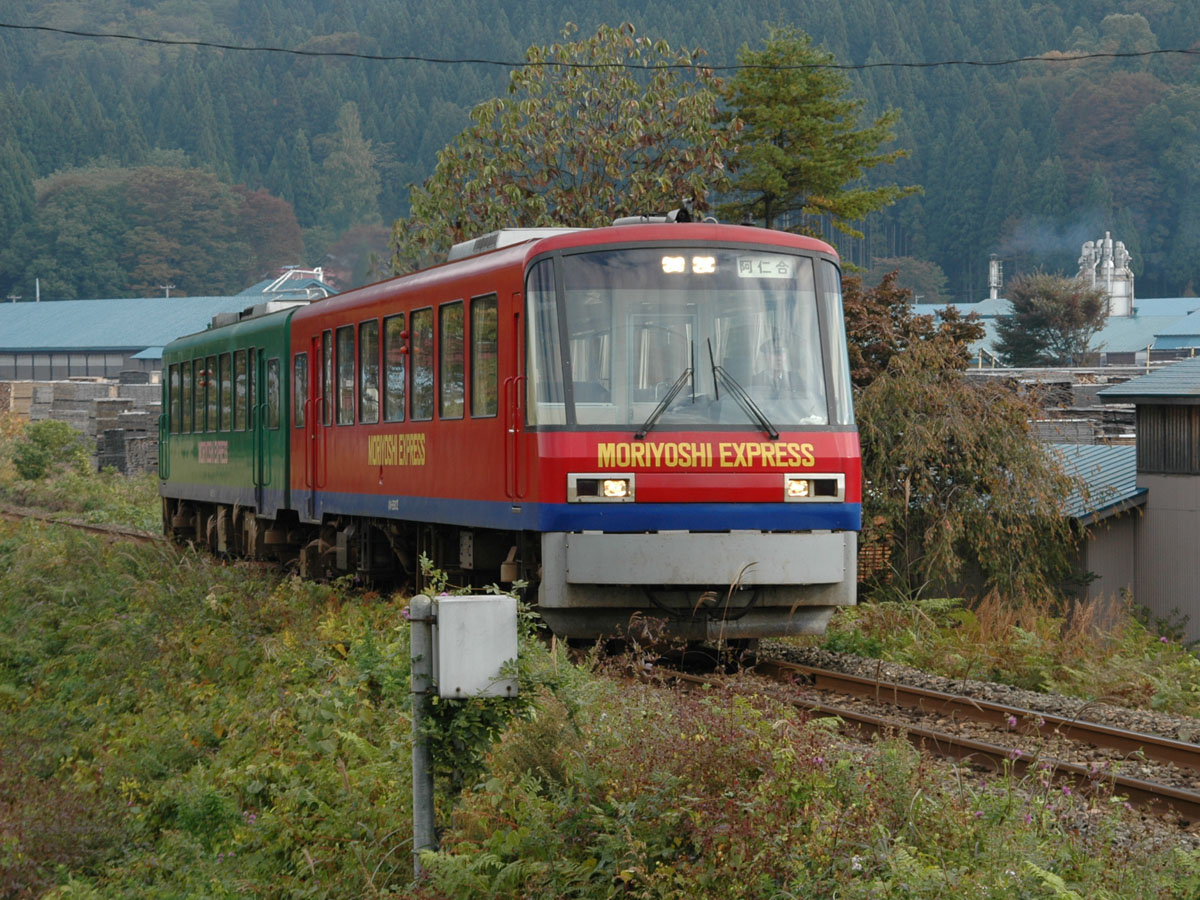
Série AN 8900